# روبرت مارك جبريل
روبرت مارك جبريل (بالإنجليزية: Robert Mark Gabriel)‏ هو رياضياتي نيوزيلندي، ولد في 23 أغسطس 1902، وتوفي في فبراير 1957.